# FELIN

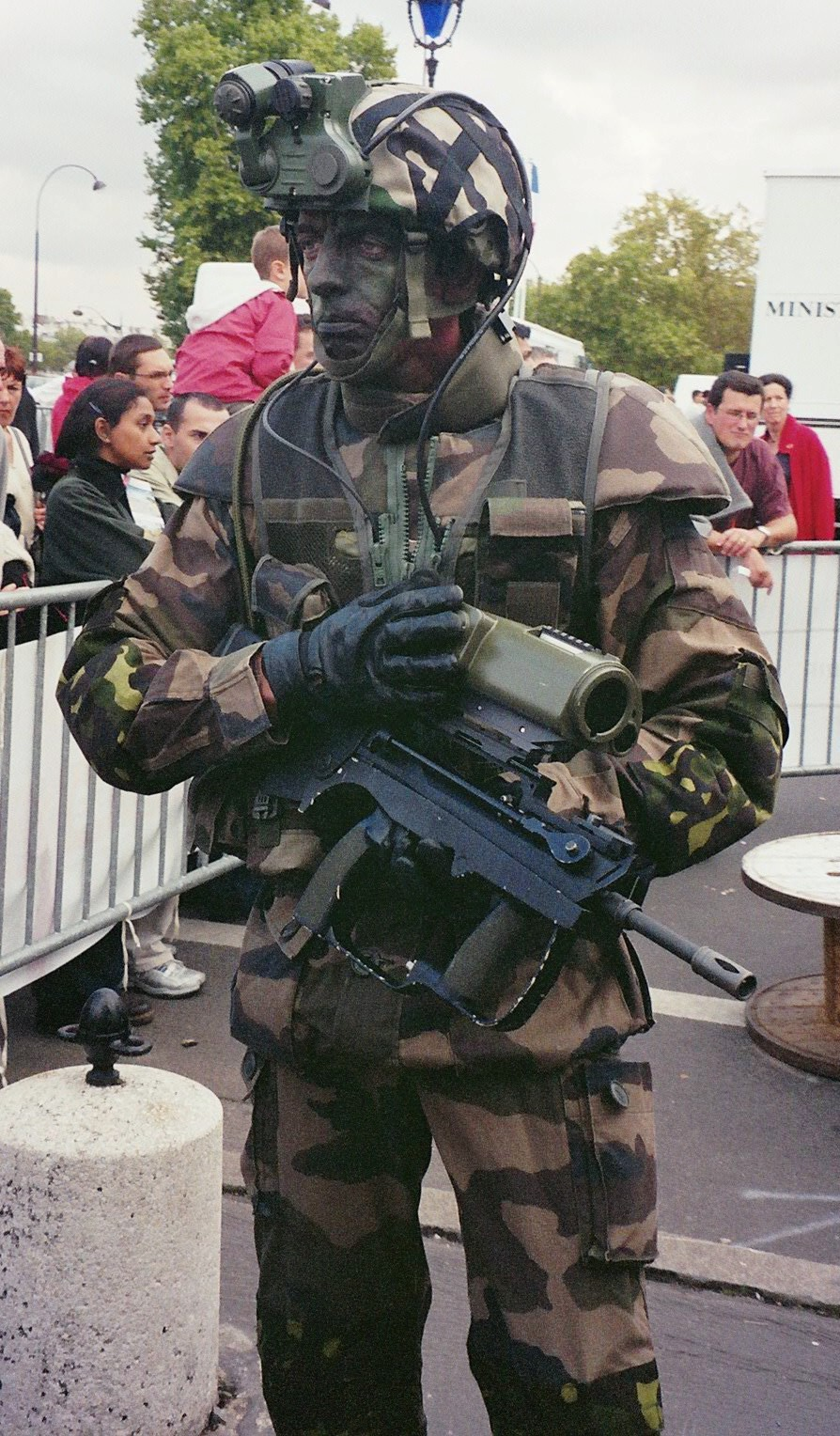
Военнослужащий в экипировке FELIN, модификация 2005 г.

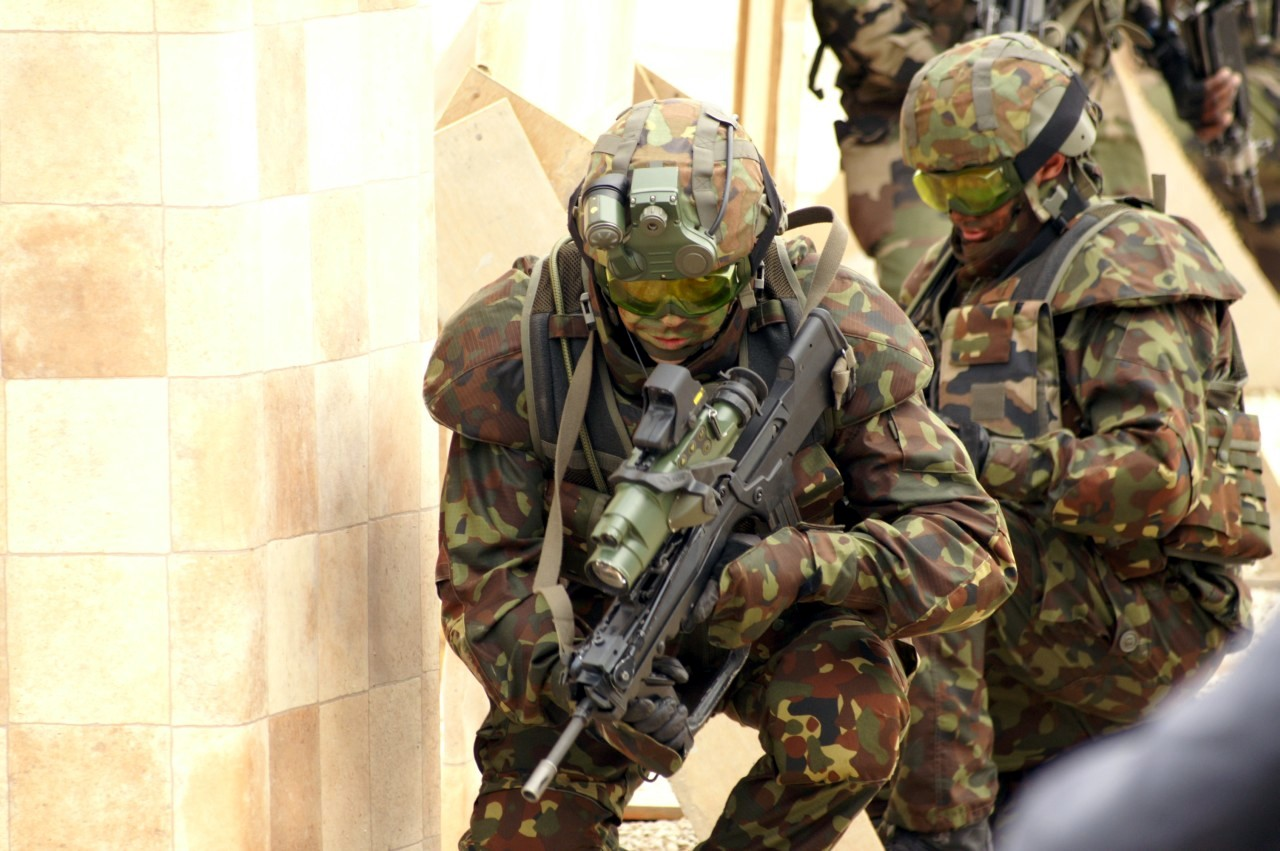
Детали конструкции шлема FELIN, нашлемного устройства и защитных очков. Развитые наплечники

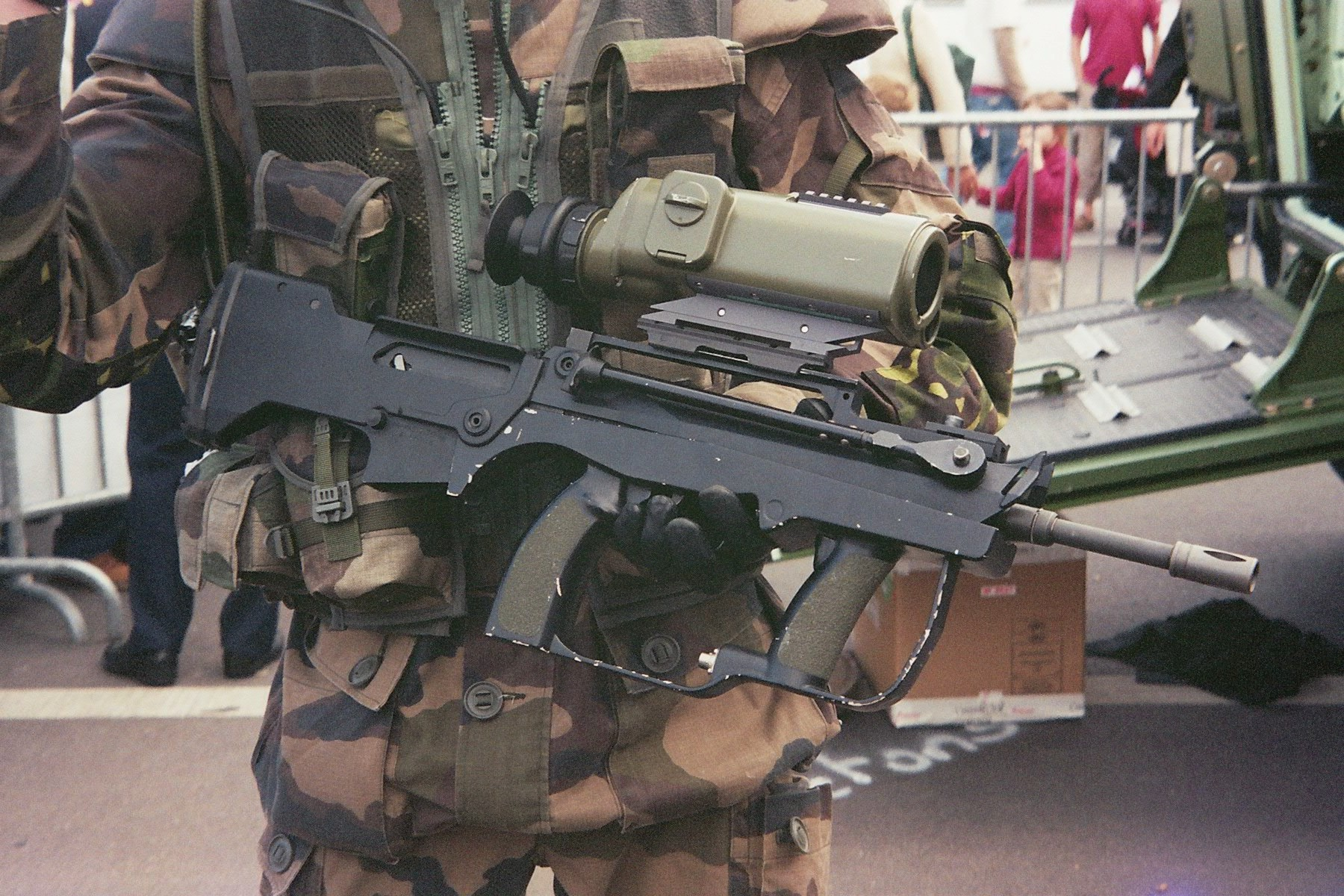
Винтовка FAMAS комплекса FELIN с электронным прицелом-дальномером

FÉLIN (фр. Fantassin à Équipements et Liaisons Intégrés) — французский комплект индивидуальной экипировки пехотинца, отличающийся модульной конструкцией и открытой архитектурой, так называемый «комплект солдата будущего». В настоящее время проходит войсковые испытания FÉLIN V1, которым планировалось до 2010 года экипировать 5045 военнослужащих пяти пехотных полков французской армии. При этом в разработке находится новая модификация комплекта FÉLIN V2, начало производства которой планируется в 2015 году. На Московской международной авиакосмической выставке МАКС-2009 начальник Генерального штаба Вооруженных сил России генерал армии Николай Макаров заявил, что «Минобороны намерено закупить несколько комплектов этой экипировки, чтобы сравнить её с нашей, сделать определённые выводы для совершенствования уже существующих у нашей армии собственных подобных разработок».

## Состав комплекта
В комплект FÉLIN входит следующее оборудование:
- Защитное обмундирование из водоотталкивающей огнестойкой ткани Kermel® VMC40 и Kermel® V50, пропускающей воздух и выводящей пот, которое при этом отпугивает кровососущих насекомых и маскирует бойца в инфракрасном спектре. Обмундирование также включает в себя средства индивидуальной бронезащиты, основанной на жилете-разгрузке в виде многослойной тканевой брони, на который навешиваются бронепластины комбинированной брони с керамикой[3], ранец с ёмкостью для питьевой воды, а также места для запасных магазинов и ручных гранат;
- Переносная электронная платформа, которая является основой комплекта FELIN, построена на базе цифрового интерфейса FireWire и имеет открытую архитектуру, позволяющую включать по мере необходимости новые или дополнительные образцы радиоэлектронного оборудования;
- Личное оружие представлено в трёх вариантах — автомат FAMAS F1, лёгкий пулемёт FN Minimi и снайперская винтовка FR-F2. Всё оружие оснащено новыми прицелами дневного и ночного видения, c усовершенствованными средствами целеуказания, а также малогабаритной видеокамерой. Рядовые пехотинцы используют прицелы с электрооптическими усилителями яркости изображения «Clara», а командиры подразделений - инфракрасные прицелы. При этом все бойцы могут передавать видеоизображение в режиме реального времени внутри сетей FELIN;
- Боевой шлем компании MSA Gallet на основе органотекстолита со встроенной системой связи и оптоэлектронной системой обработки и отображения информации. Оптоэлектронная система включает в себя нашлемную камеру, информационный OLED дисплей и коммуникационную систему для обмена информацией между бойцами подразделений. Система связи построена на базе технологии DECT. Шлем также имеет встроенную защитную маску для использования в случае применения противником оружия массового поражения и позволяет бойцу, не снимая её, принимать воду и пищу;
- Многофункциональный бинокль JIM MR c неохлаждаемым тепловизионным каналом, безопасным для зрения лазерным дальномером и цифровым магнитным компасом.
- Индивидуальные средства энергопитания, обеспечивающие работу комплекта в течение 24 часов.

## Характеристики
Военнослужащие, экипированные FELIN, имеют возможность постоянно знать точное местонахождение своих боевых товарищей и расположение противника, могут вести огонь по невидимой им цели (например, не высовываясь, вести огонь из-за угла или из укрытия). Также вместо обычных наушников используются наушники и микрофоны с возможностью вибрации. Такие наушники, например, крепятся на человеке несколько ниже уха и солдат воспринимает информацию от вибраций, воздействующих на скуловую кость и передающихся затем на внутреннее ухо человека, что позволяет вести переговоры, не повышая голоса даже при самом сильном грохоте боя. При этом вес комплекта составляет не более 26 килограммов. Стоимость комплекта — около 45 тысяч долларов США.